# Kanton Fougères-Nord
Kanton Fougères-Nord (francouzsky Canton de Fougères-Nord) je francouzský kanton v departementu Ille-et-Vilaine v regionu Bretaň. Tvoří ho 10 obcí.

## Obce kantonu
- Beaucé
- La Chapelle-Janson
- Fleurigné
- Fougères (severní část)
- Laignelet
- Landéan
- Le Loroux
- Luitré
- Parigné
- La Selle-en-Luitré